# Carvoeira (Torres Vedras)
Carvoeira ist ein Ort und eine ehemalige Gemeinde (Freguesia) im portugiesischen Kreis Torres Vedras. Die Gemeinde hatte 1575 Einwohner (Stand 30. Juni 2011).
Am 29. September 2013 wurden die Gemeinden Carvoeira und Carmões zur neuen Gemeinde União das Freguesias de Carvoeira e Carmões zusammengeschlossen. Carvoeira ist Sitz dieser neu gebildeten Gemeinde.